# Prolifération cellulaire
 (mai 2025).
Si vous disposez d'ouvrages ou d'articles de référence ou si vous connaissez des sites web de qualité traitant du thème abordé ici, merci de compléter l'article en donnant les références utiles à sa vérifiabilité et en les liant à la section « Notes et références ».
La prolifération cellulaire est le fait que les cellules se multiplient rapidement et en abondance. Les cellules se reproduisent par mitose c’est-à-dire par division d'elles-mêmes, donc une cellule saine continue une lignée de cellules saines.
Par contre, des cellules malades peuvent produire par exemple un cancer par division cellulaire. 
À l'inverse, l'expression du gène « aile vestigiale » inhibe cette prolifération cellulaire lors de la formation de l'aile de la drosophile.

## Chez les plantes
Des hormones végétales, comme les cytokinines, induisent la prolifération cellulaire et la formation de cals.